# Dry Kill Logic
I Dry Kill Logic sono una band nu metal/metalcore proveniente da Westchester County, New York. La band, formata nel 1993, aveva come primo nome Hinge.

## Storia
Dopo essere stati insieme per quattro anni, nel 1997 registrarono e pubblicarono il loro primo EP intitolato Cause Moshing Is Good Fun sotto Psychodrama Records, l'etichetta della band.
Il secondo EP Elemental Evil (1999) uscì ancora sotto la loro etichetta.
Le nove tracce contenute nel disco permisero ai Dry Kill Logic (al tempo Hinge) di suonare con gruppi importanti come Incubus, Anthrax e System of a Down.
Nel 2000 la band firmò per la Roadrunner Records, cosa che li costrinse a cambiare il nome Hinge appartenente ad un'altra band. Dapprima avrebbero voluto chiamarsi Hinge A.D. ma in seguito optarono per Dry Kill Logic.
Il loro primo album, The Darker Side of Nonsense, venne pubblicato nel 2001, sostenuto da un lungo tour in cui ebbero la possibilità di esibirsi al fianco di Fear Factory, Kittie, Ill Niño, Spineshank, Saliva, Slayer e molti altri. L'album vendette in totale 100 000 copie in tutto il mondo. Tuttavia data la richiesta di un secondo album più commerciale da parte della Roadrunner, nell'Ottobre del 2002 la band si separò dall'etichetta.
La seconda fatica discografica dei Dry Kill Logic arrivò nel 2004 e fu intitolata The Dead and Dreaming, pubblicato dal Psychodrama Music Group in affari con due etichette indipendenti, la Repossession Records e la tedesca SPV Records. Questo permise una pubblicazione a livello mondiale dell'album.
The Magellan Complex è l'EP che la band pubblicò nella metà del 2006 per annunciare l'imminente uscita del nuovo album. Il disco contiene tre canzoni ed include inoltre un DVD nel quale è possibile vedere il video di "Paper Tiger", una performance live/intervista presa dal Otep/American Head Charge tour (febbraio 2005, New Orleans) e alcuni filmati della band dietro le quinte.
Il 19 settembre del 2006 i Dry Kill Logic pubblicarono il loro terzo album Of Vengeance and Violence, distribuito a livello mondiale da Psychodrama/Repossession Records. La band partì in tour per Australia e Europa durante il 2006, pianificando anche l'inserimento di date in Canada, Giappone e Stati Uniti così come nuove date australiane ed europee durante il 2007 e il 2008.

## Formazione

### Formazione attuale
- Cliff Rigano – voce
- Jason Bozzi – chitarra
- Brendan Kane Duff – basso
- Phil Arcuri – batteria

### Ex componenti
- Casey Mahoney – basso
- Dave Kowatch – basso
- Scott Thompson – chitarra
- Danny Horboychuck – basso

## Discografia
Album in studio
- 2001 - The Darker Side of Nonsense
- 2004 - The Dead and Dreaming
- 2006 - Of Vengeance and Violence

EP
- 1997 - Cause Moshing Is Good Fun
- 1999 - Elemental Evil
- 2006 - The Magellan Complex